# Lantos (keresztnév)
A Lantos késő középkori eredetű férfinév, jelentése: lantos (zenész, énekes).

## Gyakorisága
Az 1990-es években szórványos név, a 2000-es években nem szerepel a 100 leggyakoribb férfinév között.

## Névnapok
- február 27.,[2] szökőévben február 28.
- július 18.[2]